# マプト州
マプト州（Maputo província）は、モザンビーク南端にある州である。旧称ロウレンソ・マルケス州（Lourenço Marques província）。面積は、26,058km2で、各州の中で最小。植民地時代のロウレンソ・マルケス州時代に含まれていた首都マプトは、単独で州を構成しており除かれ、州都はマプトの西に隣接するマトラ。

## 地理
北にガザ州、西に南アフリカ共和国・ムプマランガ州、エスワティニ、南にクワズール・ナタール州と接する。南部にはマプト川が流れマプト湾に注ぐ。

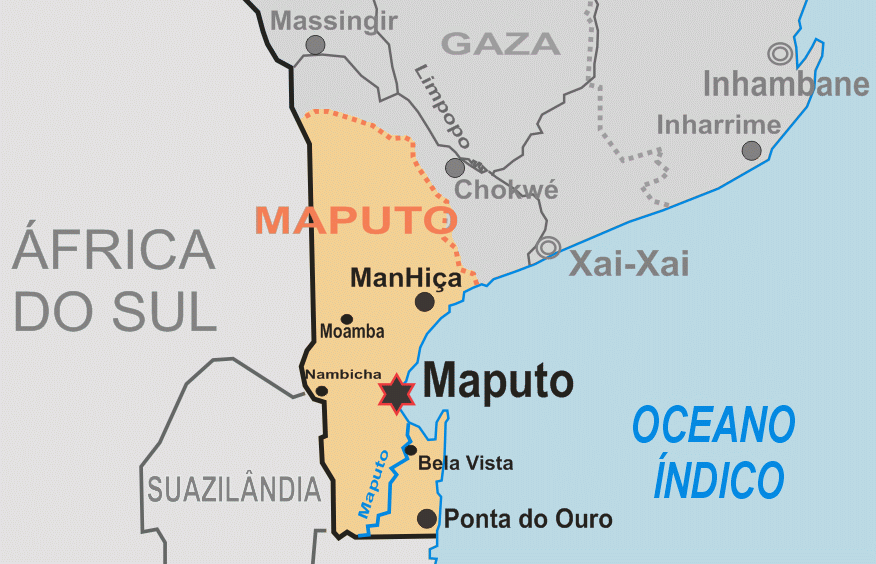
マプト州の地図

## 下位行政区画
- ボアネ郡（英語版）
- マグデ郡（英語版）
- マンヒサ郡（英語版）
- マラクエネ郡（英語版）
- モアンバ郡（英語版）
- ナマチャ郡（英語版）
- マトゥトゥイネ郡（英語版）